# Dominique de La Rochefoucauld
Dominique de La Rochefoucauld, francoski rimskokatoliški duhovnik, škof in kardinal, * 26. september 1713, Saint-Chély-d'Apcher, † 22. september 1800.

## Življenjepis
1. maja 1747 je bil imenovan za nadškofa Albija; 29. maja je bil potrjen in 29. junija 1747 je prejel škofovsko posvečenje.
25. aprila 1759 je bil imenovan za nadškofa Rouena; potrjen je bil 2. junija 1759.
1. junija 1778 je bil povzdignjen v kardinala.